# اتل سایکس
اتل سایکس یا اتل روزالی سایکس (۳۰ اکتبر ۱۸۶۴–۸ مارس ۱۹۴۵) معلم و نویسنده بریتانیایی بود.
پدرش کشیش ارتش ویلیام سایکس (متولد ۱۸۲۹) و مادرش مری، دختر کاپیتان آنتونی الیور مولزورث، عضو توپخانه سلطنتی، از نوادگان رابرت مولزورث، ویسکونت اول مولزورث بودند. پدرش کشیش افتخاری ملکه ویکتوریا بود. خواهرش الا سایکس نیز نویسنده بود و تنها برادرشان پرسی سایکس سرتیپ، دیپلمات و نویسنده شد. پدرش ویلیام پسر دوم ریچارد سایکس، از اجلی هاوس، استاک پورت، صاحب شرکت سفیدگری سایکس بود. ریچارد سایکس، بازیکن راگبی بود که شهرهایی را در آمریکا تأسیس کرد، و پسر عموی سر آلن سایکس بود که اولین بارونت نماینده ناتسفورد، چشایر بود.
او هزاران زنی را که در طول جنگ جهانی اول در بانک لویدز کار می‌کردند، مدیریت کرد. زمانی که بسیاری از آنها با بازگشت سربازان اخراج شدند، او را حفظ کردند.